# Wagner Richárd (geográfus)
Wagner Richárd (Kecskemét, 1905. március 21. – Szeged, 1972. április 1.) geográfus, klimatológus, tanszékvezető egyetemi tanár, dékán, a föld- és ásványtani tudományok doktora (1967).

## Élete
Szegeden 1929-ben szerezte meg földrajzi oklevelét, ezután Németországban, Münchenben tanult, 1931-ben doktorált a szegedi egyetemen, ahol később mint tanársegéd, majd 1938-tól fogva adjunktusi beosztásban tanított a földrajzi tanszéken. 1946-ban habilitálták magántanárrá a meteorológiából, egy év múlva általános földrajzból, majd még ugyanebben az évben intézeti tanár lett. 1953-tól közel 20 éven át vezette a tanszékét, 1957 és 1958-ban a kar dékánja. Pályafutása során különböző bizottságokban működött, 1928 és 1945 között a Szegedi Alföldkutató, 1950-től 1961-ig az MTA Földrajzi Főbizottság, 1950 és 1954 között pedig a Botanikai Bizottságban, a Meteorológiai Bizottságban 1960 és 1972 között. Szerkesztette a szegedi Acta Climatologicát, ő szervezte meg Szegeden az Éghajlattani tanszéket.

## Főbb művei
- A magyar Alföld szélviszonyai (Szeged, 1931);
- A világegyetem és a Föld (Budapest, 1942);
- A Körösök és a Maros csapadékviszonyai (Szeged, 1943);
- Légkörtan és klimatológia (Budapest, 1951);
- A különböző ökológiai viszonyú területek mikroklímamérési módszerei (Budapest, 1955);
- Éghajlattan (társszerzőkkel; Budapest, 1968).

## Kitüntetései
- Steiner Lajos emlékérem ezüst fokozat (1955)
- A felső oktatás kiváló dolgozója (1956)